# Personal shopper
Personal shopper är ett yrke där man ger människor personlig service och vägledning inför köp. Många med yrket arbetar för butiker och ofta inom kläder och mode.
En personal shopper kan ägna flera timmar i sträck åt samma kund. Ett uppdrag inleds vanligen med ett möte med kunden där bland annat kundens intressen kartläggs, exempelvis ändamål och personlig smak. Det följs av eventuell måttagning. Därefter brukar den som är personal shopper med vägledning av samtalen och måttagningen välja ut och samla flera plagg och kombinationer på en så kallad klädhäst, det vill säga klädstång på hjul. Sedan får kunden prova ut kläderna i ett provrum. Slutligen är det kunden som bestämmer sig för vad som ska köpas. Antingen får kunden betala extra för en personal shopper eller så bjuder butiken på det vid köp.
En personal shopper kan även erbjuda att följa med kunden till olika butiker och i vissa fall inkludera hembesök med en genomgång av innehållet i garderoben.
Yrket kräver ingen speciell utbildning, men erfarenhet inom branschen är ofta en nödvändighet.

## Shoppingbutler

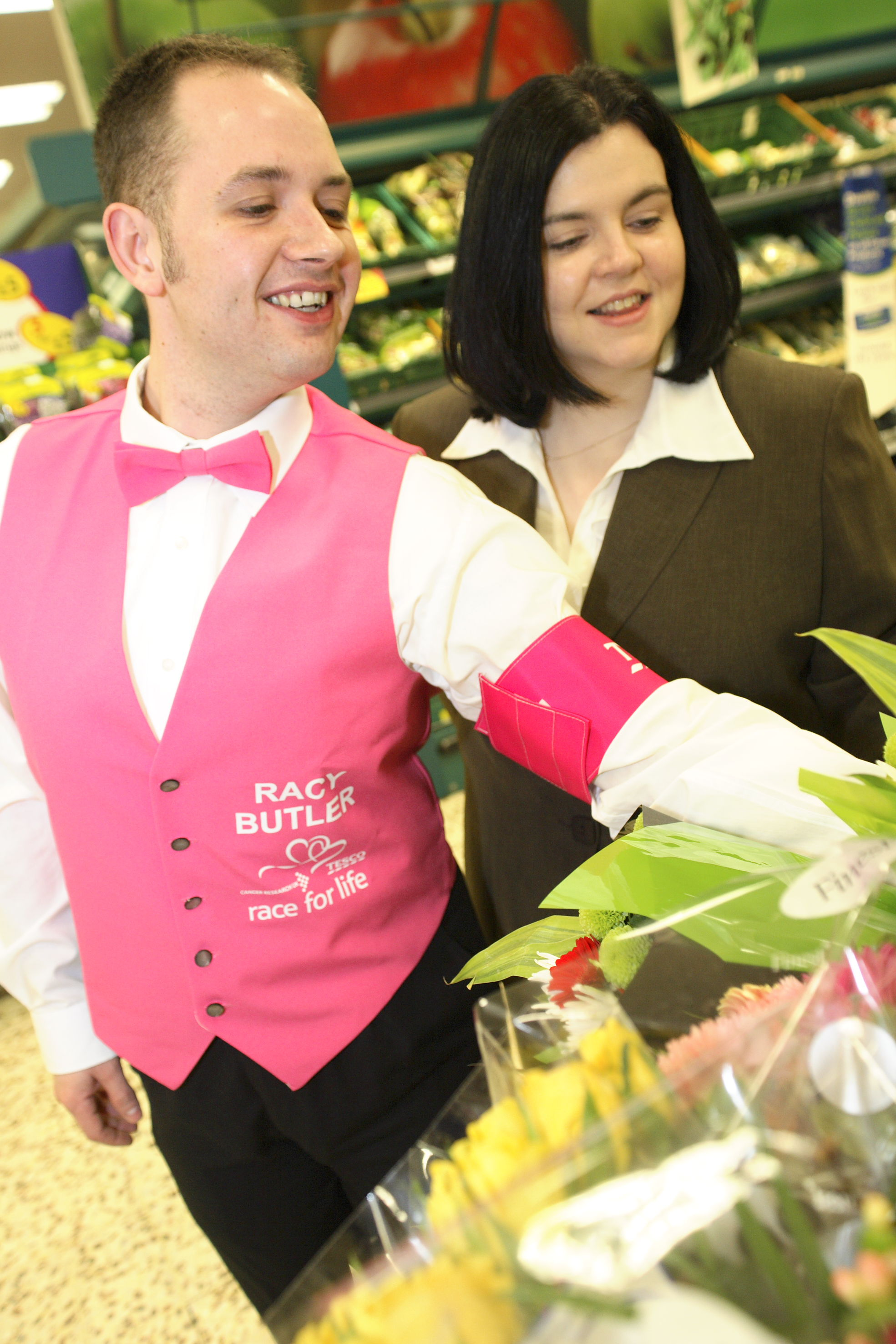
En shoppingbutler som förutom att vägleda kunden, bland annat drar kundens kundvagn, packar varorna och bär ut dem till kundens bil.

En shoppingbutler är en typ av butler specialiserad på att ge personlig service vid inköp och kan ha en serviceroll som är snarlik en personal shopper.